# ان‌جی‌سی ۱۰۴
ان‌جی‌سی ۱۰۴ (به انگلیسی: NGC 104) یک خوشه ستاره‌ای کروی با قدر ظاهری ۵٫۸ است که در صورت فلکی توکان قرار دارد.

## نگارخانه

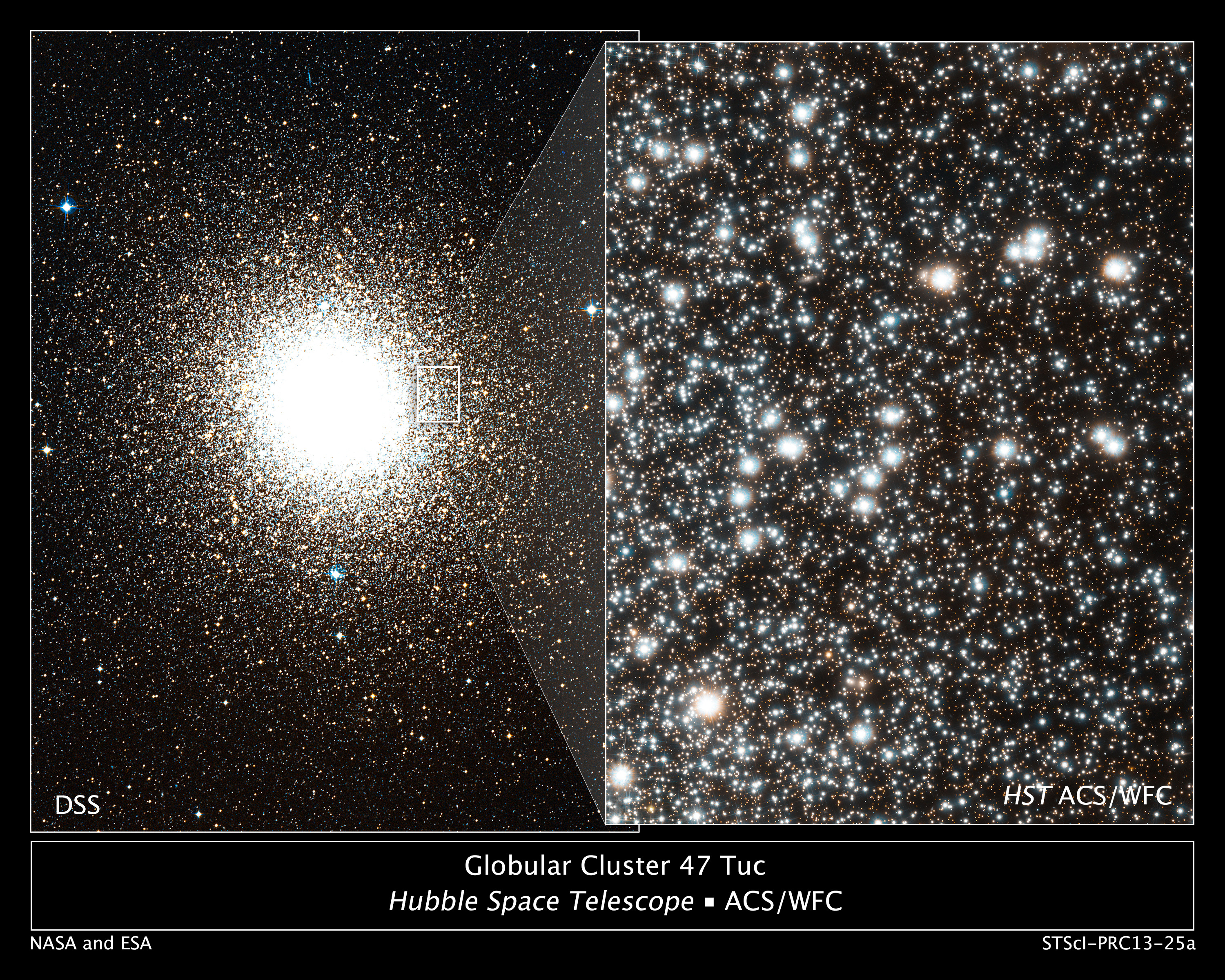
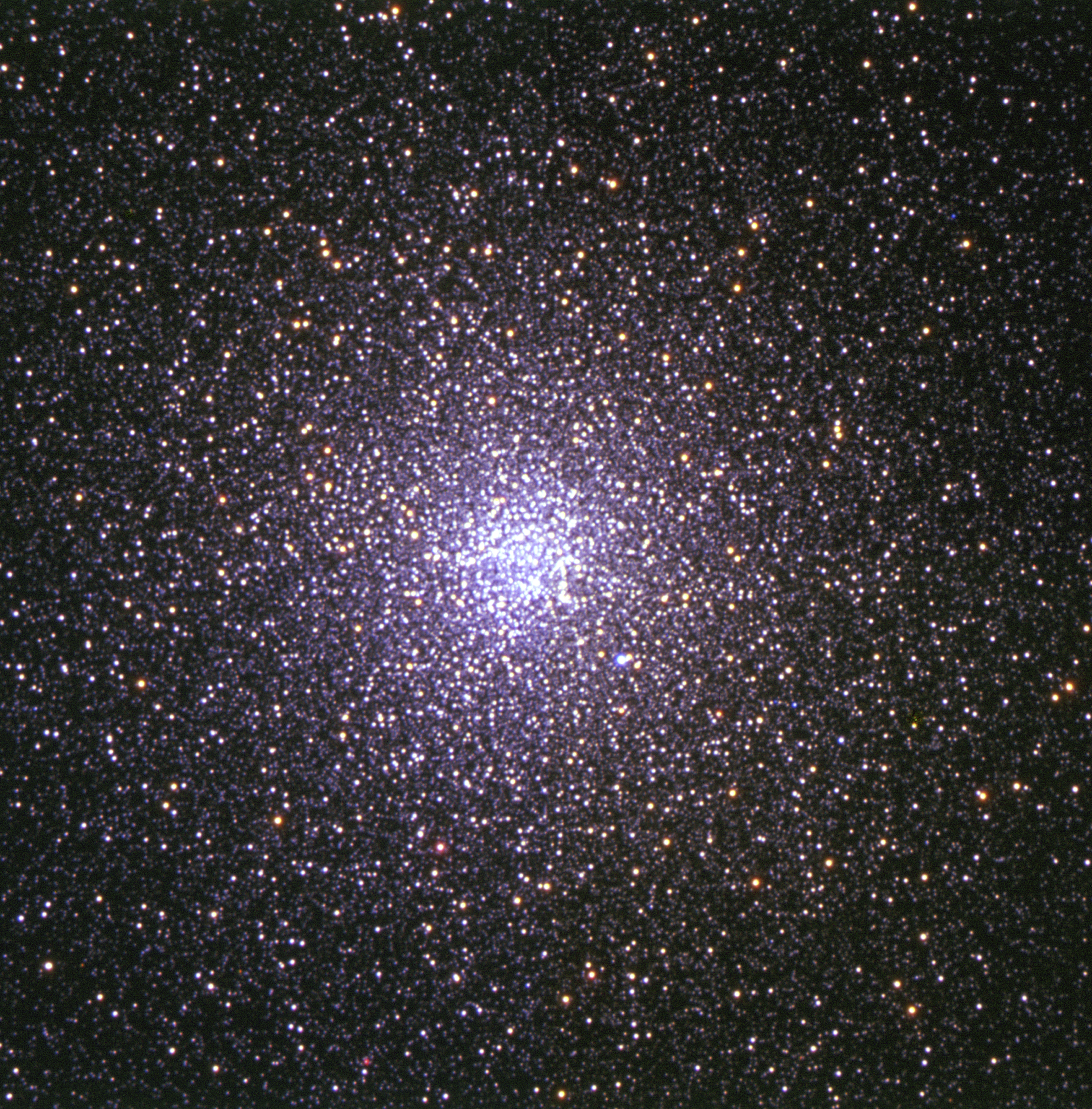